# Скољити (Рагуза)
Скољити је насеље у Италији у округу Рагуза, региону Сицилија.
Према процени из 2011. у насељу је живело 4175 становника. Насеље се налази на надморској висини од 30 м.